# Río Grande (vattendrag i Chile, Región de Coquimbo)
Río Grande är ett vattendrag   i Chile.   Det ligger i regionen Región de Coquimbo, i den centrala delen av landet, 300 km norr om huvudstaden Santiago de Chile.
Omgivningen kring Río Grande är i huvudsak ett öppet busklandskap och området är  glesbefolkat, med 20 invånare per kvadratkilometer.